# Saori Hayami

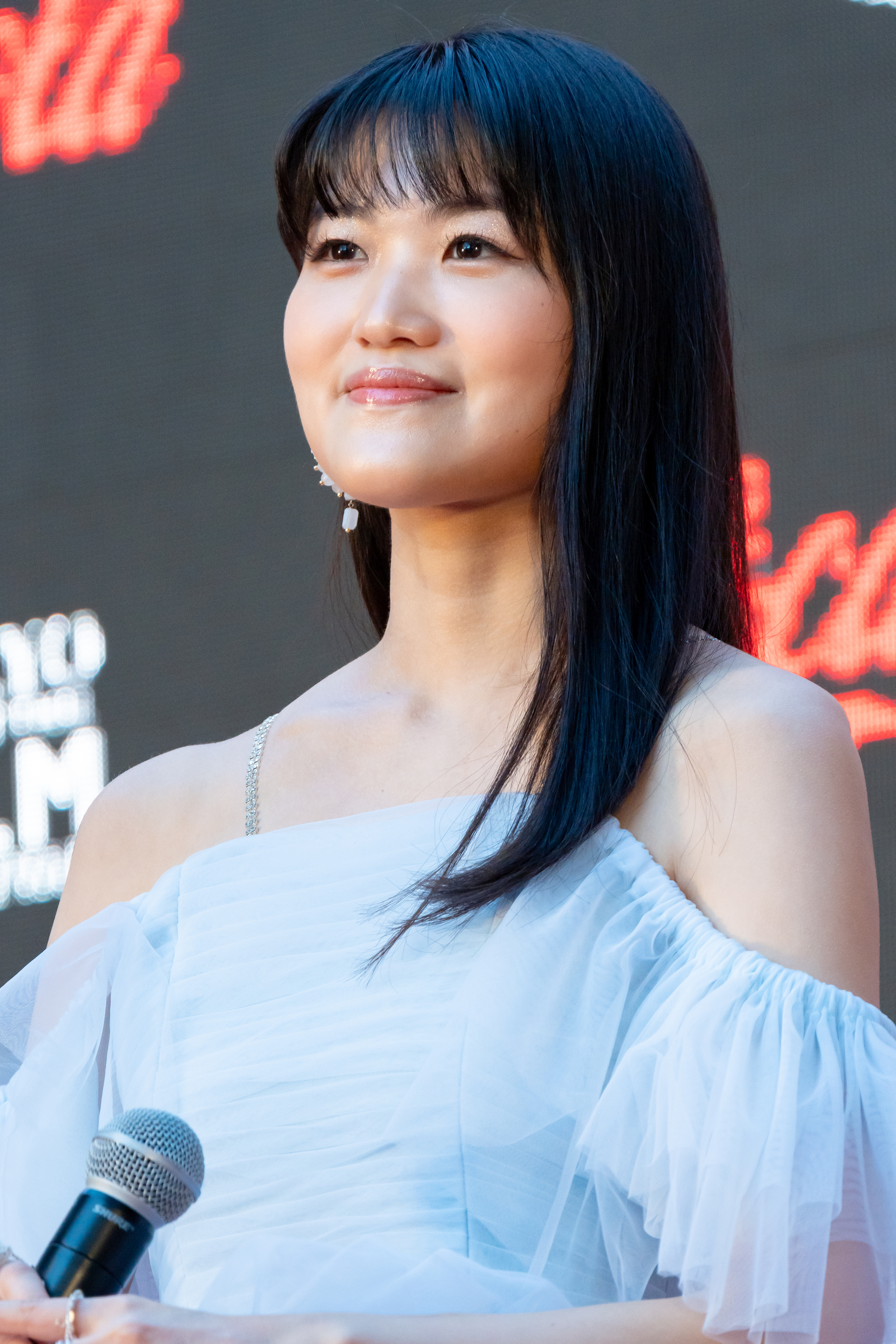
Saori Hayami, 2023

Saori Hayami (jap. 早見 沙織 Hayami Saori; * 29. Mai 1991 in Tokyo, Japan) ist eine Seiyū und Sängerin.
Als Seiyū wird sie von der Agentur I’m Enterprise vertreten.
Bekannt ist sie unter anderem für ihre Sprechrollen in Seraph of the End oder dem Film A Silent Voice.
Nachdem sie bereits Titelsongs für Serien ihre Stimme gab, veröffentlichte sie ihre erste Single (jap. やさしい希望, zu deutsch „Helle Hoffnung“) am 12. August 2015 und ist seitdem bei Warner Bros. Home Entertainment Japan unter Vertrag.

## Diskografie

### Singles
| Erstveröffentlichung | Title                                                    | Katalog No.    | Katalog No.   | Katalog No.     | Chartplatzierungen | Chartplatzierungen      | Album           |
| Erstveröffentlichung | Title                                                    | Artist Edition | Anime Edition | Regular Edition | Oricon             | Billboard Japan Hot 100 | Album           |
| -------------------- | -------------------------------------------------------- | -------------- | ------------- | --------------- | ------------------ | ----------------------- | --------------- |
| 12. August 2015      | Yasashii Kibou やさしい希望                              | 1000572324     | 1000572325    | 1000572326      | 11                 | 22                      | Live Love Laugh |
| 3. Februar 2016      | Installation/Sono Koe ga Chizu ni Naruその声が地図になる | 1000590446     | 1000590447    | 1000590448      | 10                 | 39                      | Live Love Laugh |
| 8. November 2017     | Yume no Hate Made 夢の果てまで                           | 1000691610     | 1000691611    | 1000691612      | 21                 | 74                      | JUNCTION        |
| 28. März 2018        | Jewelry                                                  | 1000705356     |               | 1000705357      | 14                 |                         | JUNCTION        |
| 19. September 2018   | Atarashii Ashita 新しい朝                                | 1000724903     | 1000724903    | 18              |                    |                         | JUNCTION        |

### Studioalben
| Jahr | Album details                                                                          | Katalog No.        | Katalog No.    | Katalog No.     | Chartplatzierungen | Chartplatzierungen               |
| Jahr | Album details                                                                          | CD+Blu-ray Edition | CD+DVD Edition | Regular Edition | Oricon             | Billboard Japan Top Albums Sales |
| ---- | -------------------------------------------------------------------------------------- | ------------------ | -------------- | --------------- | ------------------ | -------------------------------- |
| 2016 | Live Love Laugh - Veröffentlicht: 25. Mai 2016 - Label: Warner Home Video - Format: CD | 1000597870         | 1000597871     | 1000597872      | 6                  | 6                                |
| 2018 | Junction - Veröffentlicht: 19. Dezember 2018 - Label: Warner Home Video - Format: CD   | 1000729930         | 1000729931     | 1000729932      |                    |                                  |

## Filmografie
- 2013–2020: Yahari Ore no Seishun Love Come wa Machigatteiru. als Yukino Yukinoshita
- Seit 2015: Danmachi – Is It Wrong to Try to Pick Up Girls in a Dungeon? als Ryū Lion
- 2015–2016: Die rothaarige Schneeprinzessin als Shirayuki
- 2018: Darling in the Franxx als Code:556/Kokoro
- Seit 2019: The Rising of the Shield Hero als Therese Alexanderite
- Seit 2020: Tower of God als Rachel
- 2022: The Maid I Hired Recently Is Mysterious als Yūri
- 2023: Sailor Moon Cosmos als Kou Taiki/Sailor Star Maker
- 2023: Ayaka als Momoko Amamiya
- 2024: Pseudo Harem als Rin Nanakura